# Prefectura de Mbomou
Mbomou (o "Bomu") es una de las 14 prefecturas de la República Centroafricana. Está situada en el sureste del país, junto con la República Democrática del Congo. Su capital es Bangassou. Linda con las prefecturas de Basse-Kotto al oeste, Haute-Kotto al norte, y Haut-Mbomou al este. Población, 164.009 habitantes. Densidad de población, 2,7 /km².
Además de Bangassou, también son importantes las ciudades de Ouango, en el sur, Bakouma, en el noreste, y Rafaï, a orillas del río Mbomou.

## Geografía
Mbomou recibe el nombre del principal río que la atraviesa: el Mbomou. También hay que destacar los ríos Uele, Kotto y Mbari.

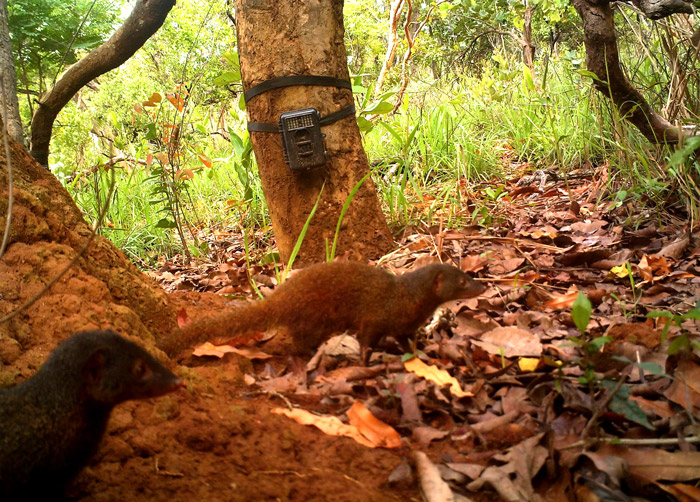
Mangosta de Pousargues (Reserva natural de Chinko, 2012).

### Reserva natural de Chinko
Comprende un área de 17 600 km2 de selva del Congo, en la que viven varias especies de primates (chimpancé), el elefante africano de bosque, 23 especies de artiodáctilos (búfalo africano, bongo, eland gigante y alcélafo), carnívoros (licaón, leopardo, león y mangosta de Pousargues), 500 especies de aves y cocodrilos.